# Waterford Township (comté de Clay, Iowa)
Pour les articles homonymes, voir Waterford Township.
Ne doit pas être confondu avec Waterford Township du comté de Clinton.
Waterford Township est un township du comté de Clay, situé en Iowa, États-Unis. La population était de 209 habitants lors du recensement de 2000.

## Géographie
Waterford Township couvre 92,11 km² du comté de Clay et ne comporte aucune ville. Selon l'USGS, ce township contient un cimetière : First Reformed Church.